# Episodi di Nash Bridges (prima stagione)
La prima stagione della serie televisiva Nash Bridges è stata trasmessa in anteprima negli Stati Uniti d'America dalla CBS tra il 29 marzo 1996 e il 17 maggio 1996.
| nº | Titolo originale | Titolo italiano | Prima TV USA   | Prima TV Italia |
| -- | ---------------- | --------------- | -------------- | --------------- |
| 1  | Genesis          |                 | 29 marzo 1996  |                 |
| 2  | Home Invasion    |                 | 30 marzo 1996  |                 |
| 3  | Skirt Chasers    |                 | 5 aprile 1996  |                 |
| 4  | High Impact      |                 | 12 aprile 1996 |                 |
| 5  | Javelin Catcher  |                 | 19 aprile 1996 |                 |
| 6  | Vanishing Act    |                 | 26 aprile 1996 |                 |
| 7  | Aloha Nash       |                 | 3 maggio 1996  |                 |
| 8  | Key Witness      |                 | 17 maggio 1996 |                 |